# Гроблебен
Гроблебен (нем. Grobleben) — община в Германии, в земле Саксония-Анхальт. Входит в состав района Штендаль. Подчиняется управлению Тангермюнде.  Население составляет 102 человека (на 31 декабря 2006 года). Занимает площадь 3,83 км².